# Калотина
Калотина (буг. Калотина) је насеље у општини Драгоман, у Софијској области, у западном делу централне Бугарске.
Према попису из 2010. године има 270 становника, а градоначелник је Лидија Бозхилова. Налази на граници са Србијом, 55 км северозападно од престонице Софије, на главном ауто–путу и прузи између западне Европе и Азије. Калотина се налази на 42° 59'Н 22° 52'Е, на 282 метра надморске висине. Калотина је позната по граничном прелазу Калотина, једном од најпрометнијих прелаза Бугарске и најпознатији је због близине Софији. Река Нишава, притока Јужне Мораве, тече у близини.

## Историја
Насеље Калотина се први пут помиње између 1447-1489. године у једном турском попису. Тада је имало 36 кућа и три удовице, а приход му је износио 2.426 акчи. То је "дербенџијско насеље" на друму (које снадбева турску војску током похода). Године 1529. у њему је коначила турска војска. Попис настао у првој деценији власти султана Сулејмана помиње у Калотини: 41 кућу, од који је 29 на баштини, ту је само једна удовица, а приход места износи 2.623 акче. Било је у попису из 1544. године 68 кућа, од којих су 34 на баштини, 10 неожењених људи и три удовице а приход места је 2.629 акчи. Према турском попису из 1570. године у месту је 79 нефера, 69 кућа, од тога 31 на баштини, записано је 10 неожењених и две удовице, а приход износи 5.630 акчи. Калотина је са Драгоманом и Царибродом била у саставу поседа везира Мехмед паше Соколовића.
Јавља се по другом извору, први пут 1453. године са садашњим именом. У 1576 писаних извора, назива се Калотине. Име Калотина је наводно по бугарском тумачењу, облик женског рода придева изведеног из личног имена Калота; то је елипса, јер ниједна именица није део назива. По речнику српско-хрватског књижевног језика, "калотина" (изведено од "клати", "сећи") је стара српска реч која означава "кришку", одсечен одломак воћа.
Ту је у 14. веку негован народни култ Св. Прокопија, какав постоји и у источној Србији. Помиње се у 18. веку поп Младен у Калотини, од којег су потекли пиротски становници Анђелковићи. У селу се налази средњовековна Бугарска православна црква посвећена Светом Николи изграђена у 14. веку, за време владавине Јована Александра (као што је наведено на натпису у цркви). Богато је била украшена муралима, иако су лоше очувани. За донаторе цркве се сматра да су били Дејан и Владислава из цркве у Кучевишту, а црква је највероватније саграђена између 1331. и 1334/1337. године.
Године 1931. у Калотини месту са бугарске стране границе десила се експлозија. Дана 3. октобра току ноћи експлодирала је паклена машина, током монтирања, када су погинули агенти В.М.Р.О. Нацко Илијев и Крста Николов.